# Estatua de Senedjemib Mehi

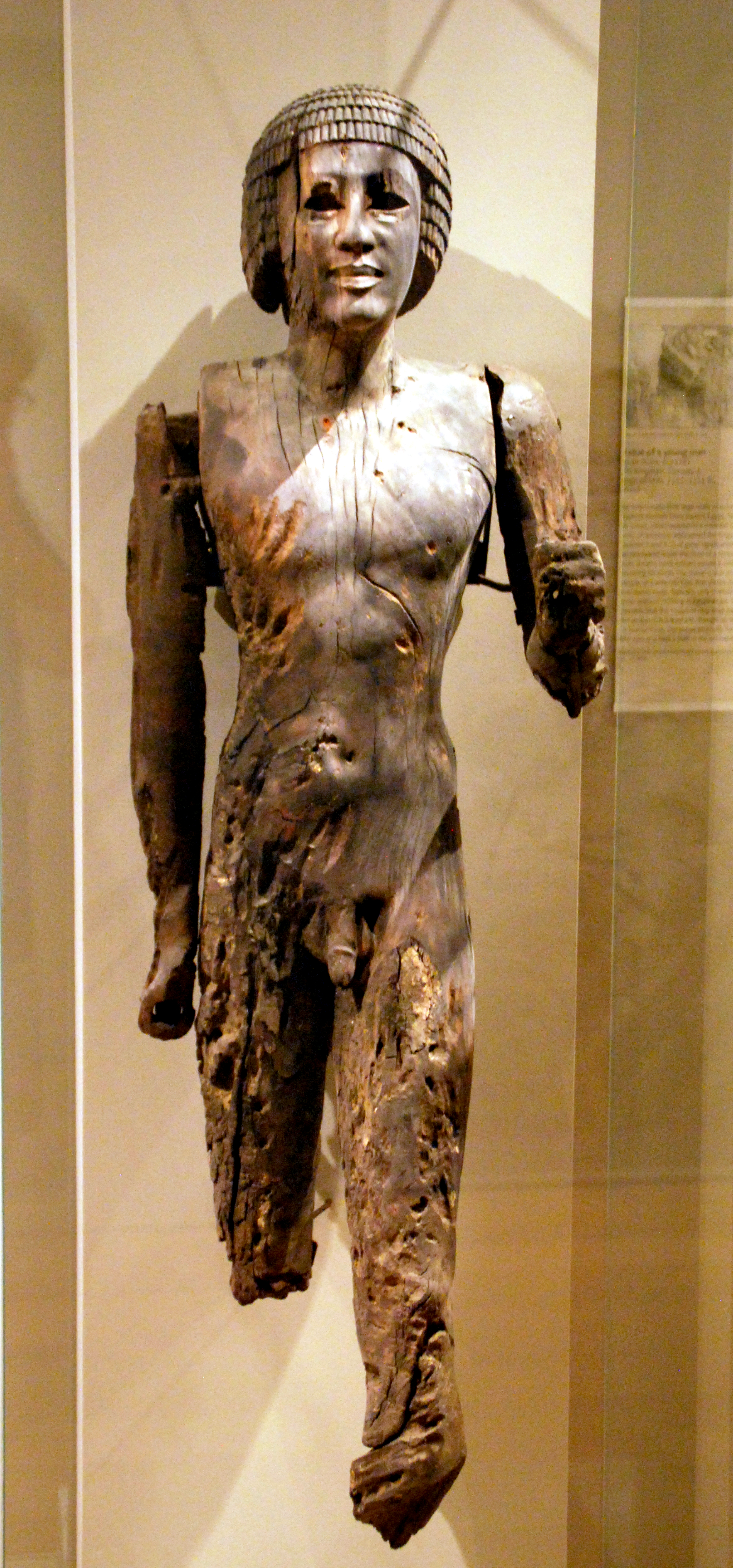
La estatua en exhibición en Boston.

La estatua de Senedjemib Mehi es una antigua estatua egipcia de madera procedente de la época del Imperio Antiguo. Es una de las relativamente pequeñas estatuas de madera conservadas y de alta calidad del antiguo Egipto. Hoy está en el Museo de Bellas Artes de Boston. 
La estatua del visir Senedyemib Mehi fue encontrada en el invierno de 1912 durante excavaciones conjuntas de la Universidad de Harvard y el Museo de Bellas Artes en la sala H, la capilla de la mastaba en la tumba G 2385 en Guiza. Al año siguiente, se trajo a los Estados Unidos con el permiso del gobierno egipcio y se registró el 4 de diciembre de 1913 bajo el número de inventario 13.3466 en las exhibiciones del museo. La estatua había sido encontrada tirada en el piso donde los antiguos ladrones de tumbas egipcios la habían arrojado en busca del más valioso ajuar de la tumba. Debido a las condiciones climáticas favorables allí, la estatua todavía está muy bien conservada. A la estatua, que todavía mide 106 centímetros de alto y, por lo tanto, completa era casi de tamaño natural, le falta la pierna inferior derecha desde aproximadamente la altura de la rodilla, incluido el pie, y partes de la pierna inferior izquierda, incluido el pie. Se pueden observar daños mayores en ambas piernas, el lado derecho del cuerpo y el hombro derecho. Además, la cabeza tiene una resquebrajadura al lado del ojo derecho. 
Senedjemib Mehi se muestra con su pie izquierdo hacia delante. El brazo izquierdo está doblado por el codo, mientras que el brazo derecho cuelga a lo largo del cuerpo. Los brazos se hicieron por separado y se unieron mediante una junta de espiga porque el tronco del árbol del que estaba hecha la figura no era lo suficientemente ancho. La conexión se rellenó y pintó y, por lo tanto, originalmente ya no era visible para el espectador. Como se sabe por los relieves y pinturas, la postura hace suponer que había un bastón en la mano izquierda y un cetro en la mano derecha. Las filas de tirabuzones de la peluca corta se elaboraron con precisión, incluso se han diseñado detalles como los conductos lagrimales. Los ojos, como los pezones, estaban originalmente hechos de un material diferente e incrustados. Arrancados por los saqueadores, se han perdido. La cara muestra una expresión inteligente, los labios están muy llenos. 
Tales estatuas eran típicas y representaban un estilo más expresivo del antiguo arte egipcio privado que existía al mismo tiempo que el estilo más rígido e idealizador oficial. Sin embargo, una característica especial de la estatua es su desnudez. En el arte egipcio, en general, solo los niños eran mostrados completamente desnudos. Sin embargo, toda la evidencia sugiere que Senedjemib Mehi es representado adulto. El tamaño y el diseño de la estatua lo afirman, al igual que el pene circunciso, operación que entre los egipcios se realizaba durante la pubertad (13-14 años). La ropa puede haber sido pintada en la estatua con pintura, o más probablemente la estatua fuera una especie de maniquí vestido con ropa real. Sin embargo, los testimonios de uno y otro no han sobrevivido. Las estatuas de madera para portar prendas ofrecidas para el ajuar funerario no debían ser raras y otro ejemplo es el maniquí vestido con similar propósito colocado en la tumba de Tutankamón. La estatua fue tallada entre 2353 y 2323 a. C. en el reinado de Unas, durante la Quinta Dinastía. 